# Municipalità del Canada
Le municipalità del Canada sono autorità locali con compiti analoghi a quelli dei comuni. Ne esistono circa 3 700.
Le province e territori del Canada hanno piena autonomia sulla propria suddivisione in municipalità fin dall'atto di costituzione del Canada del 1867; ciascuna provincia o territorio ha un proprio sistema di governo locale che può prevedere o meno l'esistenza di municipalità rurali con vario titolo (contee, distretti municipali, municipalità distrettuali, municipalità regionali...) e municipalità urbane con vario titolo (città/city, cittadine/town, villaggi...).
Le divisioni censuarie sono composte da una o più municipalità. Esistono anche aree non incorporate non appartenenti ad alcuna municipalità.
Le maggiori città del Québec sono anche ulteriormente suddivise in arrondissement.